# حسن قشقاوی
حسن قشقاوی (زاده ۲ اردیبهشت ۱۳۳۶ در بابل) دیپلمات و سیاستمدار ایرانی است که نماینده دوره دوازدهم مجلس شورای اسلامی از حوزه انتخابیه رباط‌کریم و بهارستان است. 
وی از سال ۱۳۹۷ تا ۱۴۰۲ سفیر ایران در اسپانیا و سازمان جهانی گردشگری بوده‌است. وی اهل روستای طهنه فیروزکوه است. قشقاوی پیش از این، معاون کنسولی، مجلس و ایرانیان وزارت امور خارجه ایران بوده‌است. قشقاوی سخنگوی وزارت امور خارجه نیز بوده و از ۱ بهمن ۱۳۹۶ تا آبان ۱۳۹۷ به عنوان مشاور وزیر فعالیت می‌کرد.قشقاوی نماینده مجلس شورای اسلامی در دوره‌های چهارم از حوزه شهریار و ششم و دوازدهم از حوزه رباط کریم و شهرستان بهارستان بوده و همچنین سفیر ایران در قزاقستان و سوئد نیز بوده‌است. با تصویب هیأت مرکزی نظارت بر انتخابات دوازدهمین دوره ریاست‌جمهوری طی حکمی از سوی رئیس هیئت نظارت، حسن قشقاوی معاون کنسولی، مجلس و امور ایرانیان خارج از کشور وزیر امور خارجه به عنوان رئیس هیئت نظارت بر انتخابات ریاست‌جمهوری خارج از کشور منصوب شد.وی دارای لیسانس حقوق از دانشگاه شهید بهشتی است و دورهٔ سطح چهار حوزه علمیه قم را نیز گذرانده است.

## پیشینه کاری
- نماینده ۳ دوره مجلس شورای اسلامی (خرداد ۱۳۷۱ تا خرداد ۱۳۷۵، خرداد ۱۳۷۹ تا خرداد ۱۳۸۳ و خرداد ۱۴۰۳ تاکنون)
- عضو کمیسیون سیاست خارجی (۱۳۷۱ تا ۱۳۷۵)
- سفیر ایران در قزاقستان (خرداد ۱۳۷۵ تا خرداد ۱۳۷۹)
- مشاور وزیر امور خارجه (۱۳۷۹ تا ۱۳۸۳)
- سفیر ایران در سوئد (شهریور ۱۳۸۳ تا خرداد ۱۳۸۷)
- کارشناس سیاسی اداره کل غرب اروپا
- سخنگو و دستیار ویژه وزیر (۱۳۸۷ تا ۱۳۸۸)
- معاونت کنسولی، مجلس و ایرانیان (مهر ۱۳۸۸ تا ۱۳۹۶)
- مشاور ارشد وزیر امور خارجه (۱۳۹۶ تا ۱۳۹۷)
- سفیر جمهوری اسلامی ایران در اسپانیا (آبان ۱۳۹۷ تا فروردین ۱۴۰۲)
- سفیر ایران در سازمان جهانی گردشگری (۱۳۹۷ تا ۱۴۰۲)